# Dieter Blume (Ornithologe)

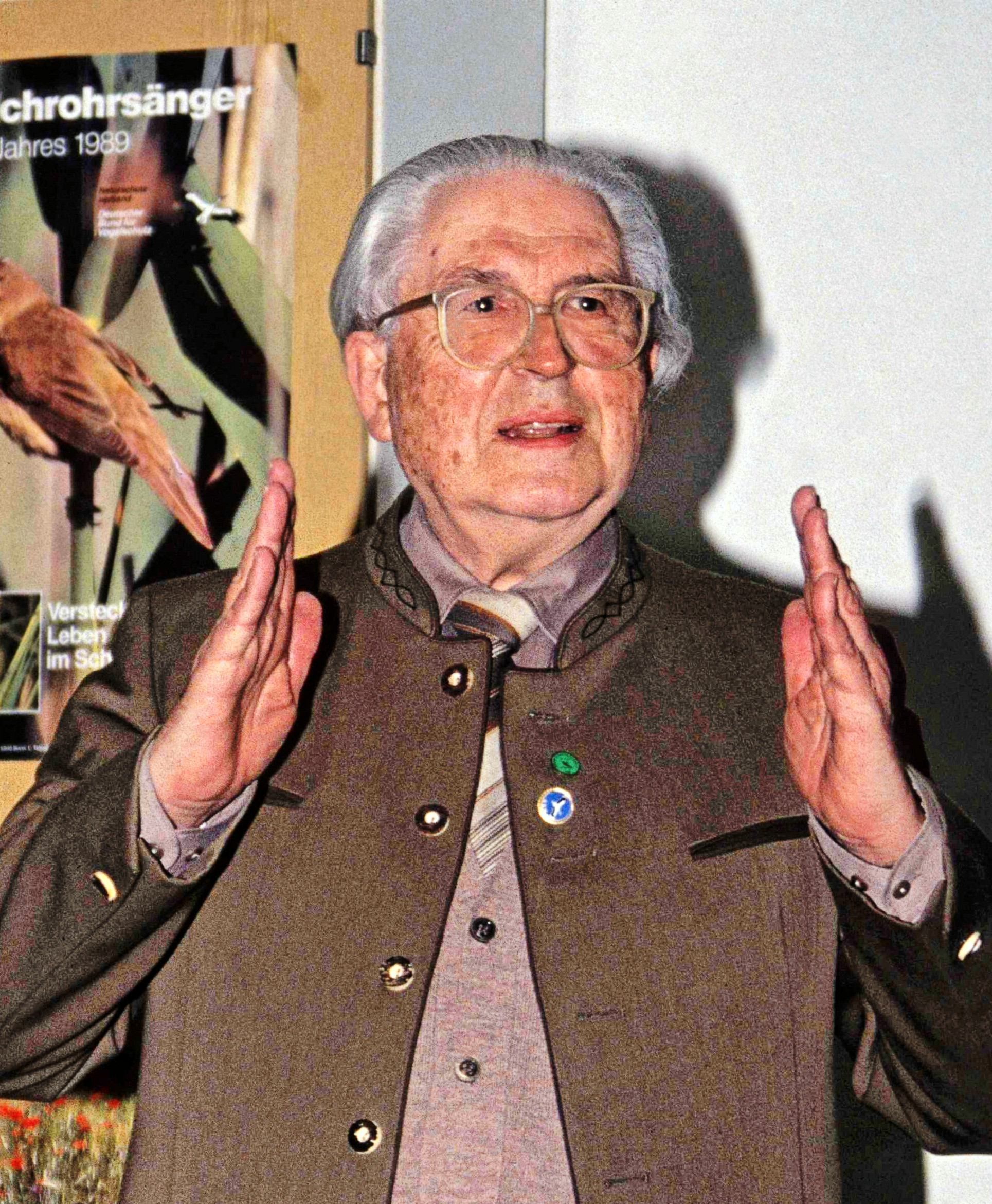
Dieter Blume (1994)

Dieter Blume (* 29. Juni 1920 in Kassel; † 6. Januar 2004 in Gladenbach) war ein deutscher Lehrer und Ornithologe.

## Leben
Dieter Blume machte sein Abitur am Friedrich-Gymnasium in Kassel. Er begann ein Studium der Psychologie und Medizin in Göttingen. Dies musste er wegen der Einberufung zur Wehrmacht aufgeben. Während der Schlacht von Stalingrad wurde er am Fuß verwundet und im Januar 1943 mit einem der letzten Flüge aus dem dortigen Kessel ausgeflogen. Wegen dieser Fußverletzung war er zeit seines Lebens beim Gehen behindert. Nach dem Krieg ging er ans Pädagogische Institut in Weilburg und machte ein Lehramtsstudium. Er wurde in mehreren Orten im Hessischen Hinterland bis 1953 als Lehrer eingesetzt. Von 1953 bis zur Pensionierung 1981 war er an der Freiherr-vom-Stein-Schule in Gladenbach, ebenfalls im Hessischen Hinterland, als Lehrer eingesetzt. Er führte fürs Hessische Institut für Lehrerfortbildung zahlreiche Lehrveranstaltungen durch. Der Biologie-Lehrer war ab 1975 Mitautor der Schulbuchreihe Das Leben vom Ernst Klett Verlag. Die letzten Lebensjahre verbrachte er in einem Pflegeheim.

## Ornithologe und Heimatkundler
Dieter Blume war als Hobby-Ornithologe einer der Spechtexperten in Europa. Die ornithologischen Standardwerke Handbuch der Vögel Mitteleuropas und Handbook of the Birds of Europe, the Mittle East and North Africa beziehen sich in ihren Bänden, welche die Spechte behandeln, vielfach auf Blume. So zitiert das Handbook 27 Arbeiten von Blume. Mitarbeit an den Bänden über die Spechte der Enzyklopädie der Vögel der Welt und Grzimeks Tierleben. Er schrieb mindestens 44 ornithologische Fachartikel. Der Supplement Band 1961 im Journal für Ornithologie mit dem Titel Über die Lebensweise einiger Spechtarten wurde von Blume geschrieben. Er schrieb die Spechtbücher Die Buntspechte (4. Auflagen), Schwarzspecht, Grauspecht, Grünspecht (5. Auflagen) und Die Spechte fremder Länder (2. Auflagen). Ferner die ornithologischen Bücher So verhalten sich die Vögel, Ausdrucksformen unserer Vögel: ein ethologischer Leitfaden (4. Auflagen) und Vögel allerorten. Das Buch So verhalten sich die Vögel wurde als Zo gedragen zich vogels ins Niederländische übersetzt. Er war Mitgründer der Avifaunistischen Arbeitsgemeinschaft Hessen. Im Nachruf bezeichnet ihn Prof. Karl-Heinz Berck als einen der beiden bedeutendsten hessischen Ornithologen nach dem Zweiten Weltkrieg.
Er schrieb auch zahlreiche heimatkundliche Arbeiten und arbeitete an Ortschroniken mit. Insbesondere schrieb er 1987 das Buch Gladenbach und Schloß Blankenstein.  Er war langjähriger ehrenamtlicher Leiter der Stadtbibliothek Gladenbach.
Er gehörte in den 1960er und 1970er Jahren dem Kirchenvorstand der Evangelischen Gemeinde Gladenbach und der dortigen Dekanatssynode an.
Blume erhielt 1983 den Dr.-Leineweber-Preis der Stadt Gladenbach für seine kulturellen Aktivitäten. Am 29. Mai 1990 wurde er mit dem Bundesverdienstkreuz am Bande für sein Lebenswerk und dem Otto-Ubbelohde-Preis des Landkreises Marburg-Biedenkopf für seine Arbeit in der Heimatkunde und Denkmalpflege ausgezeichnet.

## Werke
- Vögel allerorten. Franckh, Stuttgart 1969.
- So verhalten sich die Vögel. Franckh, Stuttgart 1971, ISBN 3-440-03759-2.
- Zo gedragen zich vogels. Thieme Verlag, Zutphen 1972.
- mit Jürgen Runzheimer: Gladenbach und Schloß Blankenstein. Hitzerroth, Marburg 1987, ISBN 3-925944-15-X.
- Daheim im Landkreis Marburg-Biedenkopf. Diesterweg Verlag, Frankfurt a. Main 1990, ISBN 3-425-01404-8.
- Schwarzspecht, Grauspecht, Grünspecht. Westarp-Verlag, Neue-Brehm-Bücherei, Magdeburg 1996, 5. Aufl., ISBN 3-89432-497-X
- Ausdrucksformen unserer Vögel. Ein ethologischer Leitfaden.  Westarp-Verlag, Neue-Brehm-Bücherei, Hohenwarsleben 2005, 4. Aufl., ISBN 3-89432-747-2.
- mit Jens Tiefenbach: Die Buntspechte. Westarp-Verlag, Neue-Brehm-Bücherei, Hohenwarsleben 2005, 4. Aufl., ISBN 3-89432-732-4.
- Die Spechte fremder Länder. Westarp-Verlag, Neue-Brehm-Bücherei, Hohenwarsleben 2006, 2. Aufl., ISBN 3-89432-803-7.